# Mushaga Bakenga
Mushagalusa Bakenga Joar Namugunga (Trondheim, 8 agosto 1992) è un ex calciatore norvegese, di ruolo attaccante.

## Carriera

### Club
Bakenga ha iniziato la carriera nel Nationalkameratene e si è trasferito al Rosenborg a febbraio 2007. Ha sostenuto anche un provino con l'Academy del Chelsea. Dal 2009, ha iniziato ad allenarsi 2 volte a settimana con la prima squadra. Ad agosto 2009, è arrivata la prima convocazione in partite ufficiali, per la gara contro il Bodø/Glimt, ma il calciatore non è sceso in campo. Il 23 settembre dello stesso anno, però, ha esordito nell'Eliteserien, giocando gli ultimi minuti della sfida terminata 0-0 contro il Tromsø: ha sostituito il compagno Trond Olsen.
Successivamente, il 7 luglio 2010, ha debuttato nel Norgesmesterskapet, nella vittoria per 1-4 del Rosenborg sul campo del Sandefjord. È stato impiegato anche nella semifinale del torneo, quando la sua squadra è stata sconfitta ai calci di rigore dal Follo: Bakenga è subentrato a Mikael Lustig nel secondo tempo della sfida. Il 4 agosto 2010, ha esordito in Champions League, seppure nella fase preliminare, giocando nella vittoria della sua squadra per 3-0 sull'AIK. È stato utilizzato anche nella gara di andata del turno successivo, vinta per 2-1 sul Copenaghen.
Il 20 marzo 2011, alla prima giornata di campionato, ha segnato la prima rete nella massima divisione norvegese: è stato lui l'autore del gol del Rosenborg nella sconfitta per 2-1 in casa del Brann. Ha segnato 12 reti in 26 partite.
Il 26 gennaio 2012, l'attaccante e il compagno di squadra Markus Henriksen si sono recati in Belgio per trattare un possibile passaggio al Club Bruges. Henriksen ha rifiutato però la proposta, mentre Bakenga si è legato al nuovo club con un contratto dalla durata di cinque anni e mezzo. Il 22 agosto 2012, è stato ufficializzato il suo trasferimento in prestito al Cercle Bruges.
Il 2 settembre 2013, è stato ceduto ai danesi dell'Esbjerg con la medesima formula. A fine stagione è tornato in Belgio. L'8 luglio 2014, è stato ceduto in prestito ai tedeschi dell'Eintracht Braunschweig: ha scelto la maglia numero 23.
Il 19 marzo 2015, il Club Bruges ha ufficializzato sul proprio sito internet la cessione di Bakenga al Molde con la formula del prestito fino al 6 agosto. I suoi ex tifosi del Rosenborg, irritati dal trasferimento ad una squadra rivale come il Molde, lo hanno accusato di tradimento e Bakenga è stato paragonato Giuda e Vidkun Quisling. Il 30 marzo successivo, nella partita amichevole disputata contro l'Aalesund, Bakenga ha subito la rottura del tendine di Achille, infortunio che lo avrebbe costretto ad uno stop tra i sei e i nove mesi, perdendo probabilmente l'intera stagione. L'8 luglio 2015 ha ricominciato ad allenarsi, con l'obiettivo di tornare in campo nel mese di settembre. Il 6 agosto, il prestito dal Club Bruges al Molde è stato prolungato fino a dicembre 2016. Il 20 settembre è andato in panchina nella sfida di campionato contro il Rosenborg, non venendo però impiegato. Il 23 settembre ha esordito con la maglia del Molde, subentrando ad Etzaz Hussain nella sconfitta per 1-0 sul campo dello Strømsgodset. A maggio 2016, il Molde ha reso noto che il prestito di Bakenga sarebbe terminato anticipatamente, nel mese di giugno.
Il 14 giugno 2016, il Rosenborg ha reso noto sul proprio sito internet che Bakenga si sarebbe allenato con il resto della squadra nei giorni successivi, nell'ottica di valutarne il possibile ingaggio. Il 18 luglio, Bakenga ha firmato un contratto valido per il successivo anno e mezzo. È tornato a vestire la maglia del Rosenborg il successivo 23 luglio, subentrando a Christian Gytkjær e segnando una doppietta nel 6-0 inflitto all'Haugesund. È rimasto in squadra fino al mese di agosto 2017.
Il 16 agosto 2017, Bakenga è passato al Tromsø a titolo definitivo, legandosi fino al termine della stagione in corso. Ha esordito in squadra in data 20 agosto, schierato titolare nel 3-2 inflitto all'Aalesund. Il 17 settembre ha trovato la prima rete, nella vittoria per 5-0 sul Sarpsborg 08. Ha chiuso l'annata a quota 8 presenze e 3 reti.
Il 3 gennaio 2018 ha firmato un nuovo contratto con il Tromsø, valido fino al 31 dicembre 2019.
Il 21 agosto 2019 è passato al Ranheim con la formula del prestito.
Svincolato, il 29 giugno 2020 ha firmato un contratto fino al 31 dicembre 2021 con l'Odd.
Il 6 agosto 2021 è stato ceduto ai giapponesi del Tokushima Vortis.
Il 6 febbraio 2023 ha fatto ufficialmente ritorno in Norvegia, firmando un contratto annuale con lo Stabæk.
L'11 gennaio 2024, si è trasferito ai ciprioti dell'Apollōn Limassol, con cui ha siglato un accordo valido fino al termine della stagione.

### Nazionale
Bakenga ha collezionato apparizioni con la Norvegia under 15, Norvegia under 16, Norvegia under 17 e Norvegia under 19. Proprio per quest'ultima, ha esordito il 18 maggio 2009 contro la Francia under 19, sfida vinta per due a uno dagli scandinavi. In questa sfida, infatti, ha sostituito Didrik Fløtre a partita in corso.
Il 5 giugno 2011 ha debuttato anche nella Norvegia under 21, nella sconfitta per 2-0 contro l'Inghilterra, subentrando a Flamur Kastrati. Il 7 maggio 2013, è stato incluso nella lista provvisoria consegnata all'UEFA dal commissario tecnico Tor Ole Skullerud in vista del campionato europeo Under-21 2013. Il 22 maggio il suo nome è stato escluso dai 23 calciatori scelti per la manifestazione.
Ha esordito in Nazionale maggiore il 18 gennaio 2014 nell'amichevole Polonia-Norvegia (3-0).

## Statistiche

### Presenze e reti nei club
Statistiche aggiornate al 19 dicembre 2024.
| Stagione                | Club                    | Campionato              | Campionato | Campionato | Coppe nazionali | Coppe nazionali | Coppe nazionali | Coppe continentali | Coppe continentali | Coppe continentali | Supercoppe | Supercoppe | Supercoppe | Totale | Totale |
| Stagione                | Club                    | Comp                    | Pres       | Reti       | Comp            | Pres            | Reti            | Comp               | Pres               | Reti               | Comp       | Pres       | Reti       | Pres   | Reti   |
| ----------------------- | ----------------------- | ----------------------- | ---------- | ---------- | --------------- | --------------- | --------------- | ------------------ | ------------------ | ------------------ | ---------- | ---------- | ---------- | ------ | ------ |
| 2009                    | Rosenborg               | ES                      | 3          | 0          | CN              | 0               | 0               | UEL                | 0                  | 0                  | -          | -          | -          | 3      | 0      |
| 2010                    | Rosenborg               | ES                      | 5          | 0          | CN              | 2               | 0               | UCL+UEL            | 2+0                | 0                  | SN         | 0          | 0          | 9      | 0      |
| 2011                    | Rosenborg               | ES                      | 26         | 12         | CN              | 3               | 4               | UCL+UEL            | 4+2                | 0                  | -          | -          | -          | 35     | 16     |
| gen.-giu. 2012          | Club Bruges             | D1                      | 8          | 1          | CB              | 0               | 0               | UEL                | -                  | -                  | -          | -          | -          | 8      | 1      |
| ago. 2012               | Club Bruges             | D1                      | 0          | 0          | CB              | 0               | 0               | UCL                | 0                  | 0                  | -          | -          | -          | 0      | 0      |
| ago. 2012-2013          | Cercle Bruges           | D1                      | 27         | 7          | CB              | 6               | 2               | -                  | -                  | -                  | -          | -          | -          | 33     | 9      |
| lug.-ago. 2013          | Club Bruges             | D1                      | 0          | 0          | CB              | 0               | 0               | UEL                | 0                  | 0                  | -          | -          | -          | 0      | 0      |
| Totale Club Bruges      | Totale Club Bruges      | Totale Club Bruges      | 8          | 1          |                 | 0               | 0               |                    | 0                  | 0                  |            | -          | -          | 8      | 1      |
| ago. 2013-2014          | Esbjerg                 | SL                      | 24         | 6          | CD              | 1               | 2               | UEL                | 5                  | 1                  | -          | -          | -          | 30     | 9      |
| 2014-mar. 2015          | E. Braunschweig         | 2L                      | 17         | 2          | CG              | 1               | 0               | -                  | -                  | -                  | -          | -          | -          | 18     | 2      |
| 2015                    | Molde                   | ES                      | 6          | 1          | CN              | 0               | 0               | UCL+UEL            | 0+1                | 0                  | -          | -          | -          | 7      | 1      |
| gen.-giu. 2016          | Molde                   | ES                      | 2          | 1          | CN              | 1               | 3               | -                  | -                  | -                  | -          | -          | -          | 3      | 4      |
| Totale Molde            | Totale Molde            | Totale Molde            | 8          | 2          |                 | 1               | 3               |                    | 1                  | 0                  |            | -          | -          | 10     | 5      |
| lug.-dic. 2016          | Rosenborg               | ES                      | 11         | 7          | CN              | 4               | 3               | UCL+UEL            | 1+0                | 0                  | -          | -          | -          | 16     | 10     |
| gen.-ago. 2017          | Rosenborg               | ES                      | 10         | 1          | CN              | 3               | 0               | UCL                | 0                  | 0                  | SN         | 1          | 0          | 14     | 1      |
| Totale Rosenborg        | Totale Rosenborg        | Totale Rosenborg        | 55         | 20         |                 | 12              | 7               |                    | 9                  | 0                  |            | 1          | 0          | 77     | 27     |
| ago.-dic. 2017          | Tromsø                  | ES                      | 8          | 3          | CN              | -               | -               | -                  | -                  | -                  | -          | -          | -          | 8      | 3      |
| 2018                    | Tromsø                  | ES                      | 25         | 2          | CN              | 3               | 1               | -                  | -                  | -                  | -          | -          | -          | 28     | 3      |
| gen.-ago. 2019          | Tromsø                  | ES                      | 8          | 0          | CN              | 1               | 0               | -                  | -                  | -                  | -          | -          | -          | 9      | 0      |
| Totale Tromsø           | Totale Tromsø           | Totale Tromsø           | 41         | 5          |                 | 4               | 1               |                    | -                  | -                  |            | -          | -          | 45     | 6      |
| ago.-dic. 2019          | Ranheim                 | ES                      | 12         | 2          | CN              | 1               | 0               | -                  | -                  | -                  | -          | -          | -          | 13     | 2      |
| 2020                    | Odd                     | ES                      | 26         | 15         | -               | -               | -               | -                  | -                  | -                  | -          | -          | -          | 26     | 15     |
| gen.-ago. 2021          | Odd                     | ES                      | 11         | 11         | CN              | 0               | 0               | -                  | -                  | -                  | -          | -          | -          | 11     | 11     |
| Totale Odd              | Totale Odd              | Totale Odd              | 37         | 26         |                 | 0               | 0               |                    | -                  | -                  |            | -          | -          | 37     | 26     |
| ago.-dic. 2021          | Tokushima Vortis        | J1                      | 9          | 1          | CG+CdL          | 0               | 0               | -                  | -                  | -                  | -          | -          | -          | 9      | 1      |
| 2022                    | Tokushima Vortis        | J2                      | 22         | 4          | CG+CdL          | 2+3             | 1+1             | -                  | -                  | -                  | -          | -          | -          | 27     | 6      |
| Totale Tokushima Vortis | Totale Tokushima Vortis | Totale Tokushima Vortis | 31         | 5          |                 | 5               | 2               |                    | -                  | -                  |            | -          | -          | 36     | 7      |
| 2023                    | Stabæk                  | ES                      | 29         | 9          | CN              | 1               | 2               | -                  | -                  | -                  | -          | -          | -          | 30     | 11     |
| gen.-giu. 2024          | Apollōn Limassol        | A                       | 7+12       | 2+6        | CC              | 3               | 0               | -                  | -                  | -                  | -          | -          | -          | 22     | 8      |
| set.-dic. 2024          | Punjab FC               | ISL                     | 10         | 1          | SC              | -               | -               | -                  | -                  | -                  | DC         | 3          | 2          | 13     | 3      |
| Totale                  | Totale                  | Totale                  | 301        | 92         |                 | 34              | 19              |                    | 15                 | 1                  |            | 4          | 2          | 354    | 114    |

### Cronologia presenze e reti in nazionale
| Cronologia completa delle presenze e delle reti in nazionale ― Norvegia | Cronologia completa delle presenze e delle reti in nazionale ― Norvegia | Cronologia completa delle presenze e delle reti in nazionale ― Norvegia | Cronologia completa delle presenze e delle reti in nazionale ― Norvegia | Cronologia completa delle presenze e delle reti in nazionale ― Norvegia | Cronologia completa delle presenze e delle reti in nazionale ― Norvegia | Cronologia completa delle presenze e delle reti in nazionale ― Norvegia | Cronologia completa delle presenze e delle reti in nazionale ― Norvegia |
| Data                                                                    | Città                                                                   | In casa                                                                 | Risultato                                                               | Ospiti                                                                  | Competizione                                                            | Reti                                                                    | Note                                                                    |
| ----------------------------------------------------------------------- | ----------------------------------------------------------------------- | ----------------------------------------------------------------------- | ----------------------------------------------------------------------- | ----------------------------------------------------------------------- | ----------------------------------------------------------------------- | ----------------------------------------------------------------------- | ----------------------------------------------------------------------- |
| 18-1-2014                                                               | Abu Dhabi                                                               | Polonia                                                                 | 3 – 0                                                                   | Norvegia                                                                | Amichevole                                                              | -                                                                       | 46’                                                                     |
| Totale                                                                  |                                                                         | Presenze                                                                | 1                                                                       |                                                                         | Reti                                                                    | 0                                                                       |                                                                         |

## Palmarès

### Club

#### Competizioni giovanili
- Norgesmesterskapet G19: 2

Rosenborg: 2009, 2011

#### Competizioni nazionali
- Campionato norvegese: 3

Rosenborg: 2009, 2010, 2016
- Supercoppa di Norvegia: 2

Rosenborg: 2010, 2017
- Coppa di Norvegia: 1

Rosenborg: 2016